# Proales pugio
Proales pugio är en hjuldjursart som beskrevs av Nogrady 1983. Proales pugio ingår i släktet Proales och familjen Proalidae. Inga underarter finns listade i Catalogue of Life.